# Siate Tokolahi
Pas d'image ? Cliquez ici

a Compétitions nationales et continentales officielles uniquement.

b Matchs officiels uniquement.
Dernière mise à jour le 21 juin 2024.
Siate Tokolahi, né le 16 mars 1992 à Nukuʻalofa (Tonga), est un joueur international tongien de rugby à XV. Il joue au poste de pilier avec le club français de la Section paloise en Top 14 depuis 2021.

## Carrière

### En club
Siate Tokolahi est né à Nukuʻalofa aux Tonga, où il commence la pratique du rugby lors de son enfance. Il rejoint la Nouvelle-Zélande en 2008, alors qu'il est âgé de 16 ans, lorsqu'il reçoit une bourse d'études pour le Sacred Heart College d'Auckland. Il pratique alors le rugby avec l'équipe de l'établissement, et s'y montre comme un joueur prometteur. Un an plus tard, il quitte cet établissement pour rejoindre le St Bede's College (en) à Christchurch, où il termine sa scolarité. Ce transfert au niveau scolaire, initié par la province de Canterbury, est alors vivement critiqué. En effet, Canterbury est accusé de piller les jeunes joueurs promis à la province d'Auckland,.
En 2012, il rejoint l'académie de Canterbury, avec qui il joue avec les équipes jeunes. Il joue également avec l'équipe Development (espoir).
Il est retenu dans l'effectif senior de Canterbury pour disputer la saison 2014 de National Provincial Championship (NPC). Il joue son premier match avec la province le 16 août 2014 contre Auckland. Il joue un total de sept matchs lors de sa première saison, dont deux titularisations.
Après cette première saison au niveau professionnel, et en l'absence d'offre de la part de la franchise locale des Crusaders, il signe un contrat de deux saisons avec les Chiefs, basés à Hamilton,. Il fait ses débuts en Super Rugby le 14 février 2015 contre les Blues. Lors de ses deux saisons avec les Chiefs, il ne connaît que huit titularisations en vingt-sept matchs, en raison d'une forte concurrence au poste de pilier droit, avec notamment Ben Tameifuna ou Kane Hames,.
Au niveau provincial, il devient un titulaire régulier avec Canterbury à partir de la saison 2016. Il est aligné d'entrée lors des finales 2016 et 2017, que son équipe remporte face à Tasman,. 
En 2017, il quitte les Chiefs pour rejoindre la franchise des Highlanders,. Avec sa nouvelle équipe, il s'impose comme un joueur important de l'effectif tout d'abord grâce à sa tenue en mêlée, puis également grâce à ses progrès dans le jeu courant,.
En 2020, il quitte la province de Canterbury pour rejoindre Southland, dont il devient immédiatement un joueur cadre lors de l'unique saison qu'il dispute avec eux,.
En juin 2021, il quitte la Nouvelle-Zélande, et signe un contrat de deux saisons avec la Section paloise, évoluant en Top 14,. En mai 2023, il prolonge son contrat pour une saison, plus une autre en option. En janvier 2024, il voit son année optionnelle activée, portant son engagement avec le club palois jusqu'en juin 2025. Le 13 juin 2025, la Section paloise annonce la prolongation de contrat de Siate Tokolahi jusqu’en 2026, avec une saison supplémentaire en option. 

### En équipe nationale
Siate Tokolahi est sélectionné pour la première fois avec l'équipe des Tonga en juin 2022 afin de disputer la Coupe des nations du Pacifique. Il obtient sa première sélection contre les Fidji le 2 juillet 2022 à Suva.
Initialement non-retenu pour disputer la Coupe du monde 2023 en France, il est finalement appelé en cours de compétition en remplacement de Feao Fotuaika blessé. Il joue un match lors du tournoi, face à la Roumanie.

## Palmarès

### En club
- Vainqueur du NPC en 2015, 2016 et 2017 avec Canterbury.
- Finaliste du Super Rugby Trans-Tasman en 2021 avec les Highlanders.

### En équipe nationale
- 4 sélections avec les Tonga depuis 2022.
- 0 point.

- Participation à la Coupe du monde en 2023 (1 match).